# National Dinosaur Museum

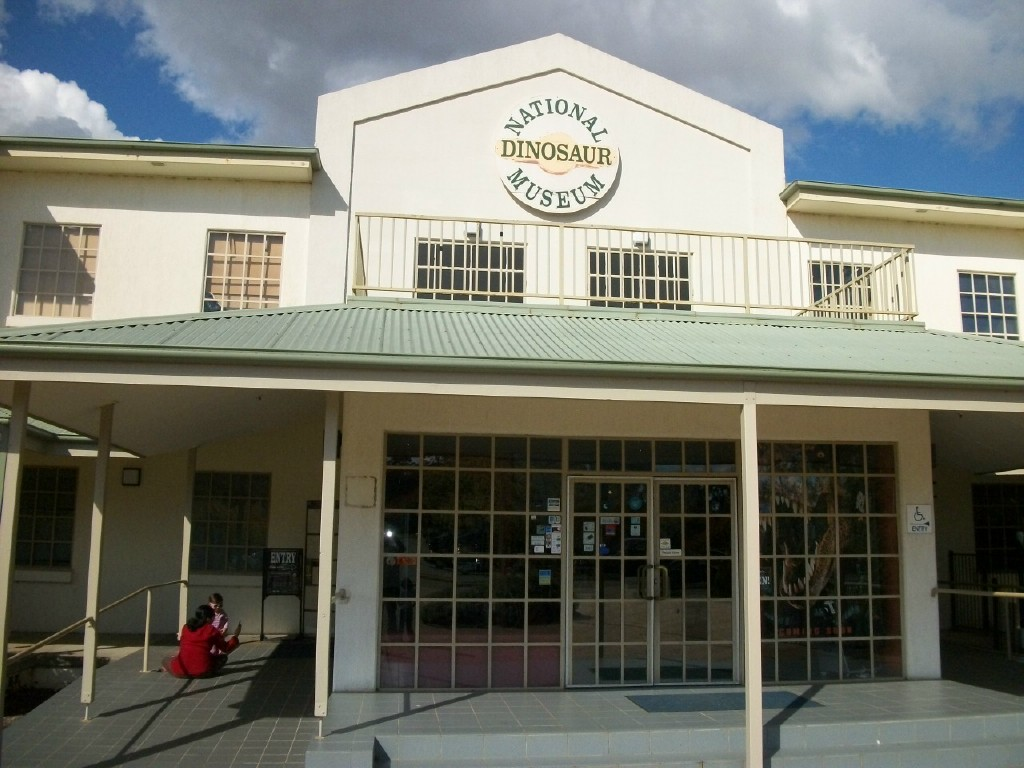
Museumsgebäude

Das National Dinosaur Museum (Nationales Dinosauriermuseum) ist ein Museum in der australischen Hauptstadt Canberra. Es ist die größte Ausstellung prähistorischer Funde der südlichen Hemisphäre. Gezeigt wird die Evolution des Lebens, wobei der Schwerpunkt bei den Dinosauriern liegt.
Das Museum befindet sich rund 15 Kilometer nördlich des Stadtzentrums im Gold Creek Village, unmittelbar neben dem Barton Highway. Die Eröffnung erfolgte im Jahr 1993, seither wurde die Ausstellung, die über zwanzig vollständige Skelette und mehr als dreihundert einzelne Fossilien umfasst, laufend dem neuesten Forschungsstand der Paläontologie angepasst. Mit einer Besucherzahl von jährlich 55.000 gehört das Museum zu den beliebtesten Touristenattraktionen der Stadt. Der Museumsladen verkauft eine umfangreiche Auswahl an Fossilien und verschickt diese weltweit.

## Bilder

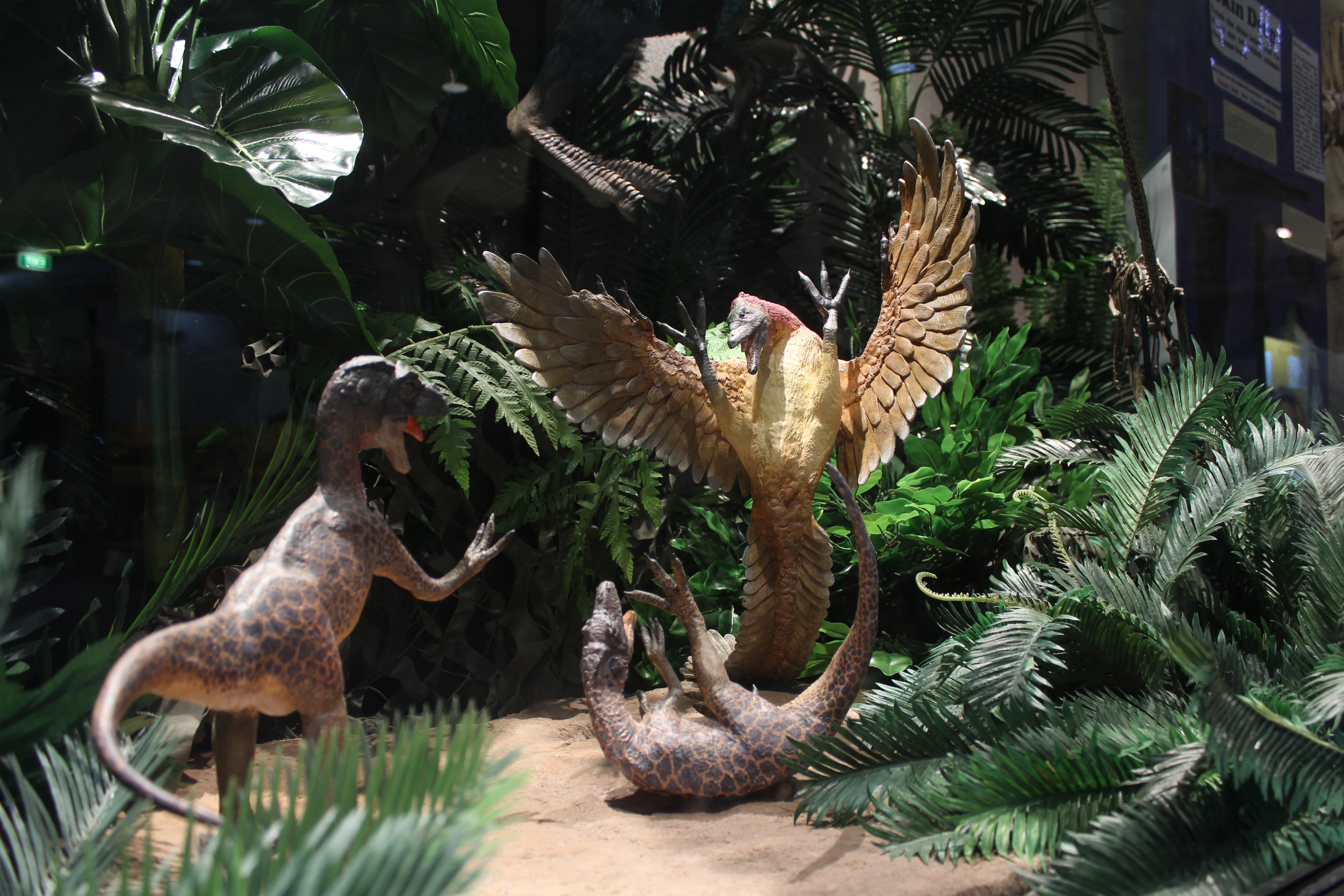
Archaeopteryx-Diorama
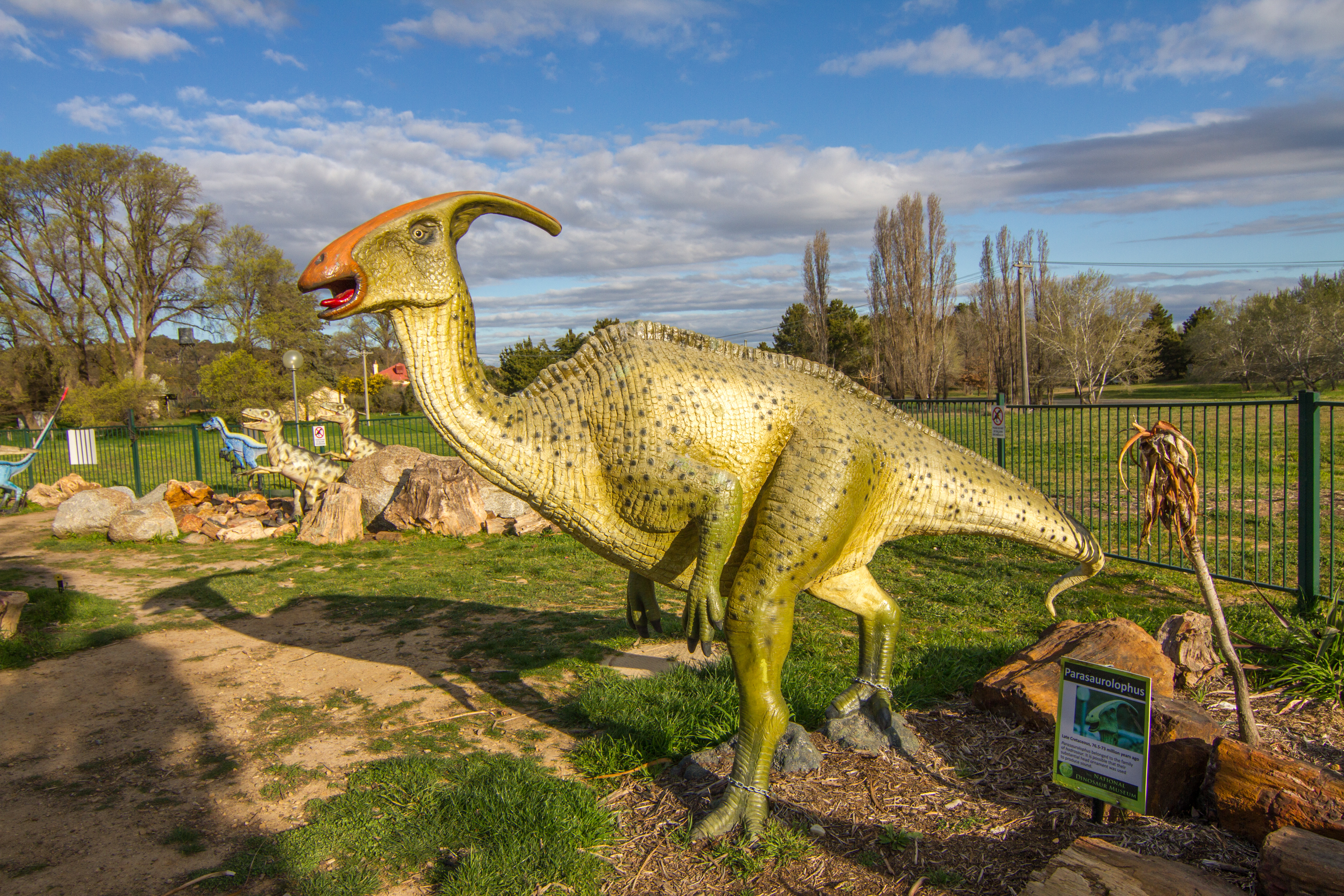
Parasaurolophus-Modell
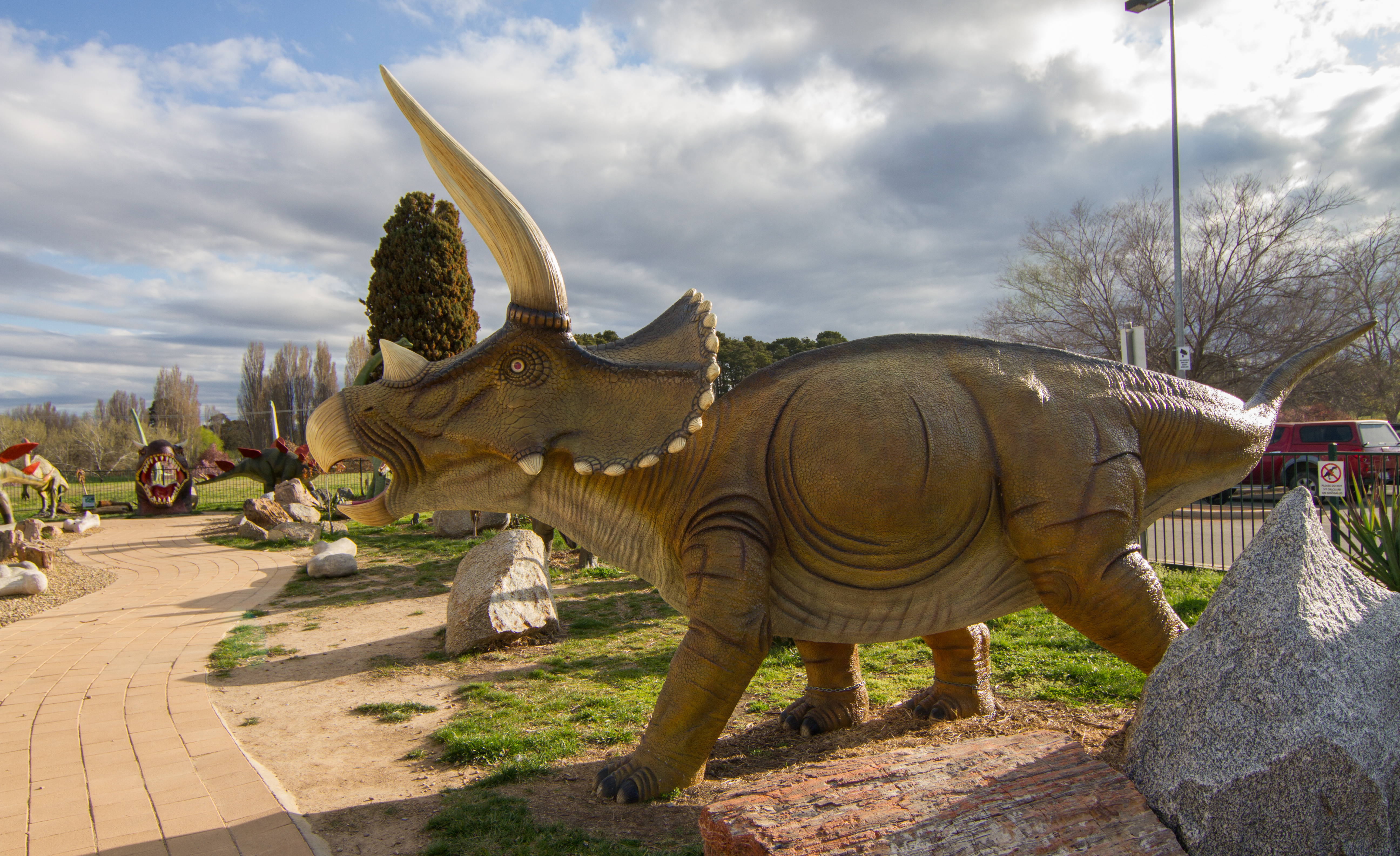
Triceratops-Modell
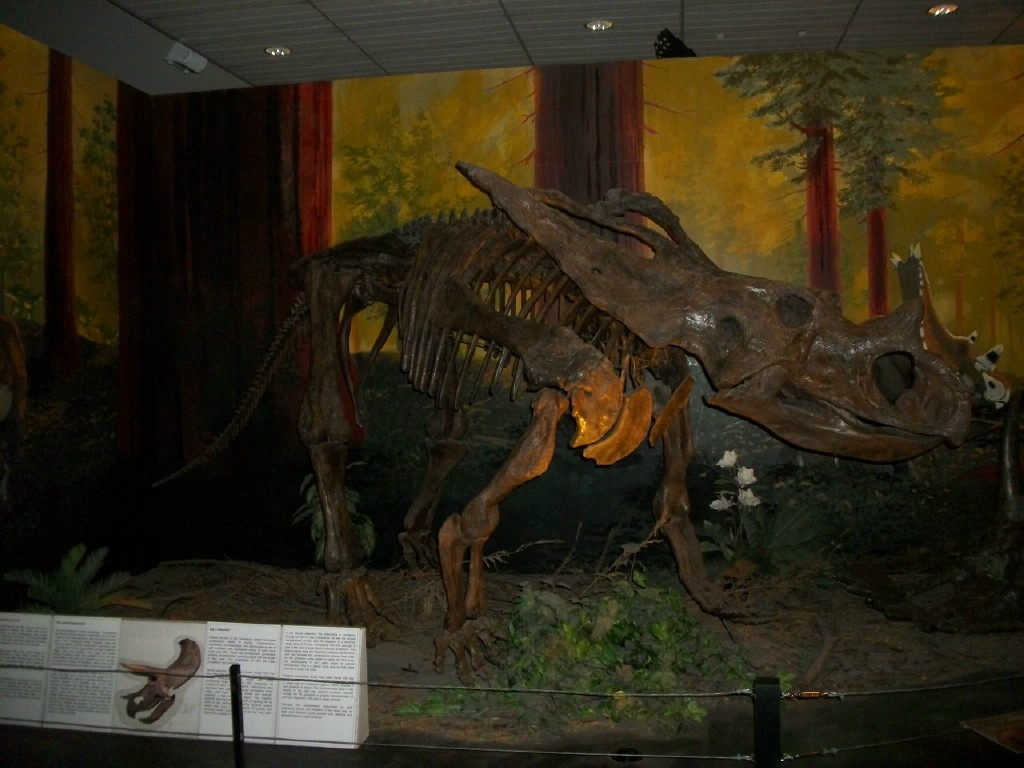
Anchiceratops-Skelett
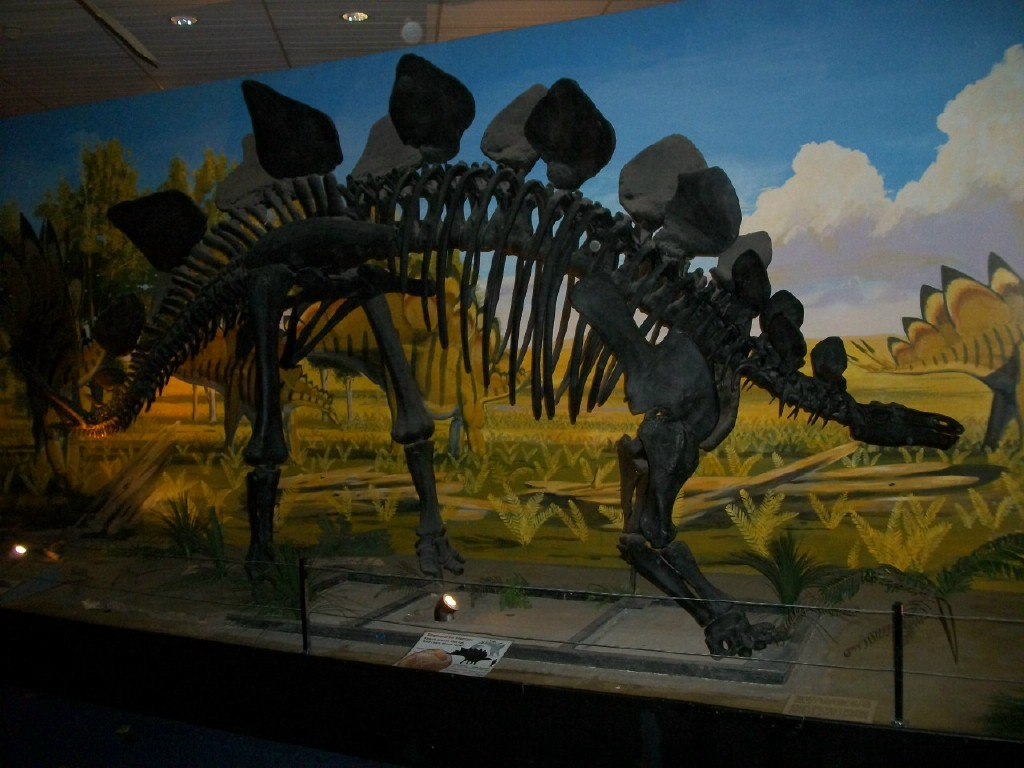
Stegosaurus-Skelett